# جیمز توبین
جیمز توبین (به انگلیسی: James Tobin) (۵ مارس ۱۹۱۸ – ۱۱ مارس ۲۰۰۲) یکی از برجسته‌ترین اقتصاددان کینزگرا  در جهان به حساب می‌آید. وی در دانشگاه‌‌های هاروارد و ییل  تدریس می‌نمود. همچنین از مشاوران هیئت فرمانداران فدرال رزرووعضو شورای مشاوران اقتصادی  رئیس جمهور بود.
توبین از نظریه پردازان مهم در باره کاهش به نوسانات اقتصادی بود ودر در سال ۱۹۸۱ به واسطه تحلیل بازارهای مالی و ارتباطات آن‌ها با تصمیمات ناظر بر هزینه اشتغال و قیمت‌ها موفق به دریافت جایز‌ه‌ نوبل اقتصاد شد.

## زادروز  و  آموزش
توبین در سال ۱۹۱۸ در چمپین  Champaignایلینوی  دیده به جهان گشود. او تحصیلات کارشناسی، کارشناسی ارشد، و دکترای خود را به ترتیب در سال‌های ۱۹۳۹، ۱۹۴۰ و  ۱۹۴۷ در دانشگاه‌ هاروارد به پایان رساند.

## عملکرد آکادمیک
توبین در سال ۱۹۴۶ و  قبل از اتمام دوره‌ی دکتری خود تدریس در دانشگاه هاروارد را آغاز کرد. او در سال ۱۹۵۰ به دانشگاه ییل رفت و تا زمان مرگ خود در سال ۲۰۰۲ کرسی استادی این دانشگاه را حفظ کرد. افزون  بر این، او در سال‌های ۱۹۷۲ تا ۱۹۷۳ در مؤسسه مطالعات توسعه دانشگاه نایروبی در کنیا فعالیت داشت.

## عملکرد سیاسی
توبین از سال ۱۹۶۱ تا ۱۹۶۲ و به مدت یک سال و نیم، ضمن حضور در واشنگتن به عنوان یکی از اعضای شورای مشاوران اقتصادی رییس جمهوری کندی فعالیت کرد.

## نظریات و رویکرد علمی
جیمز توبین به عنوان یکی از برجسته‌ترین اقتصاددان کینزی به شدت از سیاست‌های تثبیتی حمایت می‌کرد و پول‌گرایان و کلاسیک‌های جدید را شدیداً مورد انتقاد قرار می‌داد. توبین ابتکارات مهمی در حوزه‌ی تئوری اقتصاد کلان و اقتصاد پولی داشت و در زمینه‌های نوسانات ادواری و رشد اقتصادی نیز کارهای بسیار مهمی انجام داد. 

## مالیات توبین
در  بیرون از  سپهردانشگاهی ، توبین  از برای  پیشنهادش در باره بستن مالیات بر  داد وستد‌های  ارزی که امروزه به  آوند "مالیات توبین" شناخته می شود، بسیار  پرآوازه شده بود. این  راهکار پیشنهادی او برای کاهش  ارزبازی   speculation  در بازارهای ارز بین المللی طراحی شده بود که  وی آن را خطرناک و از دید اقتصادی کنشی  سترون  می دانست.

## آثار علمی
از جمله شاخص‌‌ترین کتاب‌های توبین عبارت هستند از:
- سیاست ملی اقتصاد (۱۹۶۶)
- مقالاتی در اقتصاد کلان (۱۹۷۱)
- اقتصاد جدید یک دهه پیرتر (۱۹۷۴)
- مقالاتی در اقتصاد: مصرف و اقتصادسنجی (۱۹۷۵)
- انباشت دارایی و فعالیت اقتصادی (۱۹۸۰)
- سیاست‌های ایجاد رونق: مقالاتی کینزی (۱۹۸۷)
- اشتغال کامل و رشد: مقالات کینزی برای سیاست‌گذاری (۱۹۹۶)